# You're So Vain
«You're So Vain» es una canción interpretada por la cantante estadounidense Carly Simon. Fue publicada el 8 de noviembre de 1972 como el sencillo principal de su tercer álbum de estudio No Secrets.
Es una de las canciones con las que más se identifica a Simon, y tras su lanzamiento alcanzó el puesto #1 en los Estados Unidos, Canadá, Australia y Nueva Zelanda. Fue certificado disco de oro por la Recording Industry Association of America (RIAA) el 8 de enero de 1973. Fue certificado disco de platino por la British Phonographic Industry (BPI) el 15 de abril de 2022.
«You're So Vain» fue nominada a canción del año, grabación del año y mejor interpretación vocal pop femenina en la 16.ª edición de los Premios Grammy. La canción fue colocada en la posición #216 en la lista de las Canciones del Siglo de la RIAA y, en agosto de 2014, la Official Charts Company del Reino Unido la coronó como la canción definitiva de la década de 1970. En 2021, la revista Rolling Stone la clasificó en el puesto #495 en su lista de “Las 500 mejores canciones de todos los tiempos”.

## Posicionamiento

### Gráfica de fin de año
| Gráfica (1973)                                | Pico de posición |
| --------------------------------------------- | ---------------- |
| Australia (Kent Music Report)                 | 3                |
| Bélgica (Flandes) (Ultratop 50 Singles)       | 59               |
| Canadá (RPM Top Singles)                      | 8                |
| Estados Unidos (Billboard Hot 100)            | 9                |
| Estados Unidos (Billboard Adult Contemporary) | 24               |
| Estados Unidos (Cashbox Top 100)              | 7                |
| Países Bajos (Nederlandse Top 40)             | 94               |
| Países Bajos (Single Top 100)                 | 78               |

### Gráfica de todos los tiempos
| Gráfica (1958–2018)                | Pico de posición |
| ---------------------------------- | ---------------- |
| Estados Unidos (Billboard Hot 100) | 92               |

## Certificaciones y ventas
| País                  | Certificación | Ventas    |
| --------------------- | ------------- | --------- |
| Estados Unidos (RIAA) | Oro           | 1,000,000 |
| Japón (RIAJ)          | —             | 187,500   |
| Reino Unido (BPI)     | Platino       | 600,000   |